# Les Enfants du marais
Les Enfants du marais is een Franse film van Jean Becker die werd uitgebracht in 1999.
Ruim 10 jaar voor Dialogue avec mon jardinier (2007) waar de innige vriendschap tussen een schilder en een eenvoudige tuinman centraal staat en La Tête en friche (2010) waar een warme vriendschap ontstaat tussen twee erg verschillende personen, serveerde Becker ons al het verhaal van een hechte vriendschap tussen enkele mannen op het Franse platteland.
De film is gebaseerd op de gelijknamige roman van Georges Montforez die in 1958 verscheen.
Les Enfants du marais was de tweede keer dat Becker een scenario van Sébastien Japrisot verfilmde. Eerder deed Becker een beroep op hem voor het scenario van de kaskraker L'Été meurtrier (1983). Later volgde nog een derde samenwerking voor de misdaadfilm  Un crime au paradis (2000).

## Samenvatting
Het landelijke Frankrijk in de jaren dertig van de 20e eeuw. Na zijn demobilisatie komt Garris zich vestigen in de moerassen van de Loire.  Van een oude stervende man neemt hij de hut, gelegen aan de oever van een grote vijver, over. Garris is een eenvoudige dynamische man die een psychisch litteken heeft overgehouden aan de Eerste Wereldoorlog. Hij leert Riton kennen, een man geboren in de moerassen. Na het vertrek van zijn eerste vrouw, zijn grote liefde, zoekt Riton troost in de wijn. Hij heeft drie kinderen uit zijn tweede huwelijk en probeert die zo goed mogelijk op te voeden samen met Émilie, hun norse moeder. Garris, een vriendelijke harde werker die voor alles een oplossing vindt, schiet de onhandige en luie Riton voortdurend te hulp. Ze vangen en verkopen kikkers, slakken en palingen of ze bieden meiklokjesboeketten aan om in hun levensonderhoud te voorzien. Ze knappen ook allerlei klusjes op. Op die manier 'kopen' ze de vrijheid om in de paradijselijke omgeving van hun moeras te blijven leven. Rondom hen cirkelen meerdere personen, onder andere de fietsende Amédée, een vrolijke dromerige man die van literatuur en jazz houdt, Pépé, een rijkgeworden fabrikant die in de moerassen is opgegroeid en Tane, de plaatselijke treinconducteur. Op een dag maakt Garris kennis met Marie, een jonge dienstmeid ...

## Rolverdeling
| Acteur             | Personage           | Beschrijving                              |
| ------------------ | ------------------- | ----------------------------------------- |
| Jacques Villeret   | Henri Pignol        | 'Riton'                                   |
| Jacques Gamblin    | Garris              | de accordeonist                           |
| André Dussollier   | Amédée              | de jazzliefhebber                         |
| Michel Serrault    | Hyacinthe Richard   |                                           |
| Isabelle Carré     | Marie               | dienstmeid van een rijke familie          |
| Éric Cantona       | Joseph 'Jo' Sardi   | de bokser                                 |
| Jacques Dufilho    |                     | de oude man van de hut bij het moeras     |
| Gisèle Casadesus   | mevrouw Mercier     |                                           |
| Marlène Baffier    | Cri-Cri             | het rosharige dochtertje van Henri Pignol |
| Suzanne Flon       | de bejaarde Cri-Cri |                                           |
| Roland Magdane     | Félix               | de cafébaas                               |
| Élisabeth Commelin | Marthe              | de dochter van Hyacinthe Richard          |
| Philippe Magnan    | Laurent             | de schoonzoon van Hyacinthe Richard       |
| Jenny Clève        | Berthe              | de meid van Hyacinthe Richard             |
| Julie Marboeuf     | Émilie              | de (tweede) vrouw van Henri Pignol        |
| Jacques Boudet     | Tane                | de treinconducteur                        |
| Christian Taponard |                     | de advocaat van 'Jo'                      |
| Isabelle Sadoyan   |                     |                                           |